# اچ‌دی ۱۱۳۷۶۶
اچ‌دی ۱۱۳۷۶۶ یک ستاره است که در صورت فلکی قنطورس قرار دارد.